# SpVgg Erzhausen

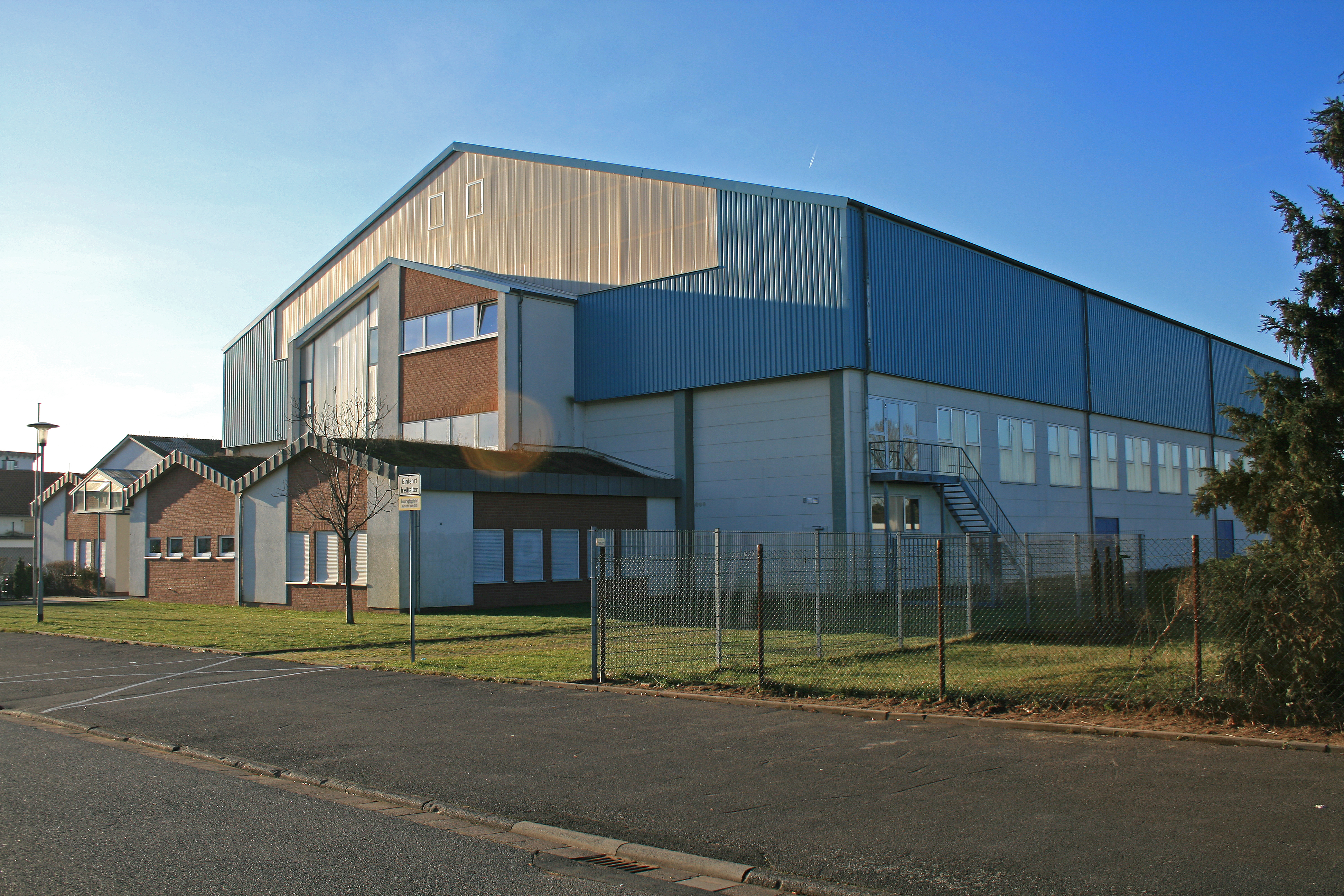
Sportheim

Die SpVgg Erzhausen ist ein hessischer Sportverein mit rund 2000 Mitgliedern aus Erzhausen, einer Gemeinde nördlich von Darmstadt.

## Abteilungen
Angeboten werden Badminton, Basketball, ein Blasorchester, Fitness, Fußball, Herzsport, Jazztanz, Judo, Karneval, Radsport, Tanzsport, Tischtennis, Turnen, Volleyball und Wandern.

### Fußball
Die Fußballabteilung hat knapp über 300 Mitglieder, davon ungefähr die Hälfte Kinder und Jugendliche.
Im Jahr 1996 stieg die 1. Mannschaft aus der Bezirksliga West in die Bezirksoberliga (6. Liga) und zwei weitere Jahre später in die Landesliga Süd (5. Liga) auf. Von dort gelang der SpVgg. Erzhausen nach wiederum zwei Jahren der Aufstieg in die Oberliga Hessen (4. Liga). 
Trainer in der Hessenliga war der ehemalige Bochumer und Frankfurter Bundesligaprofi Thomas Epp. Als Spieler war u. a. der ehem. Bundesligaprofi Thorsten Flick in Erzhausen aktiv. 
Am Ende der Saison 2005/06 erfolgte trotz des sportlichen Klassenerhalts der Zwangsabstieg in die Landesliga Süd, ein Jahr später folgte der Abstieg in die Bezirksoberliga.
Nach der Saison 2011/12 ist die 1. Mannschaft in die neuntklassige Kreisliga  A Darmstadt abgestiegen.

### Radsport
In der Radsportabteilung werden Einradhockey, Kunstradfahren und Radball angeboten.